# Maria Nardi
Maria Livia Nardi Pantoli (* 15. Januar 1935 in Ravenna) ist eine ehemalige italienische Schwimmerin.

## Karriere
Nardi nahm 1952 an den Olympischen Spielen in Helsinki teil. Dort erreichte sie mit der Staffel über 4 × 100 m Freistil den neunten Rang, über 100 m Freistil wurde sie Fünfte in ihrem Vorlauf und stand gesamtheitlich auf Platz 30. Zwei Jahre später war sie Teilnehmerin bei der Heim-EM in Turin.